# تپه کربلای جبار
تپه کربلای جبار مربوط به دوره اشکانیان - دوره ساسانیان است و در شهرستان قوچان، بخش مرکزی، روستای مزرج واقع شده و این اثر در تاریخ ۲۴ تیر ۱۳۸۲ با شمارهٔ ثبت ۹۲۴۷ به‌عنوان یکی از آثار ملی ایران به ثبت رسیده است.